# Pisa Sporting Club 1992-1993
Questa pagina raccoglie i dati riguardanti il Pisa Sporting Club nelle competizioni ufficiali della stagione 1992-1993.

## Stagione
Nella Serie B 1992-1993 il Pisa punta alla promozione. Il presidente Anconetani affida la panchina a Vincenzo Montefusco. Le cessioni dell'argentino Diego Pablo Simeone ed il rientro nei rispettivi club dei giovani Ferrante e Fortunato, sono state compensate dall'ingaggio del giovane attaccante Christian Vieri e dal ritorno del danese Henrik Larsen, fresco campione d'Europa.
Nonostante una buona partenza (con tre vittorie ed un pareggio nelle prime quattro giornate), in autunno il Pisa è incappato in una serie di risultati altalenanti che ne hanno compromesso le ambizioni. A metà febbraio neppure il cambio di allenatore ha risollevato la classifica. In particolare il settore che ha più deluso è stato l'attacco che ha realizzato appena 25 reti in 34 incontri, mentre se l'è cavata meglio la difesa nerazzurra che è stata perforata solo 26 volte, la seconda migliore del torneo.
Il Pisa ha chiuso all'ottavo posto il campionato, mantenendo la categoria. Nella Coppa Italia la squadra nerazzurra ha eliminato nel primo turno la Spal, nel secondo è ucita dal torneo per mano del Foggia.

## Rosa
| N. |                      | Ruolo | Calciatore          |
| -- | -------------------- | ----- | ------------------- |
|    | Italia (bandiera)    | P     | Gianluca Berti      |
|    | Italia (bandiera)    | P     | Stefano Ciucci      |
|    | Argentina (bandiera) | D     | José Antonio Chamot |
|    | Italia (bandiera)    | D     | Roberto Bosco       |
|    | Italia (bandiera)    | D     | Luciano Dondo       |
|    | Italia (bandiera)    | D     | Riccardo Fimognari  |
|    | Italia (bandiera)    | D     | Fabrizio Baldini    |
|    | Italia (bandiera)    | D     | Mirko Taccola       |
|    | Italia (bandiera)    | D     | Giovanni Fasce      |
|    | Italia (bandiera)    | D     | Massimo Susic       |
|    | Italia (bandiera)    | D     | Davide Lampugnani   |
|    | Italia (bandiera)    | C     | Paolo Cristallini   |
|    | Italia (bandiera)    | C     | David Fiorentini    |

| N. |                      | Ruolo | Calciatore             |
| -- | -------------------- | ----- | ---------------------- |
|    | Italia (bandiera)    | C     | Massimo Gallaccio      |
|    | Italia (bandiera)    | C     | Diego Gavazzi          |
|    | Danimarca (bandiera) | C     | Henrik Larsen          |
|    | Italia (bandiera)    | C     | Franco Marchegiani     |
|    | Italia (bandiera)    | C     | Pasquale Rocco         |
|    | Italia (bandiera)    | C     | Franco Rotella         |
|    | Italia (bandiera)    | C     | Gian Gerolamo Barzaghi |
|    | Italia (bandiera)    | C     | Antonio Vitiello       |
|    | Italia (bandiera)    | A     | Christian Vieri        |
|    | Italia (bandiera)    | A     | Graziano Mannari       |
|    | Italia (bandiera)    | A     | Cristian Polidori      |
|    | Italia (bandiera)    | A     | Lorenzo Scarafoni      |
|    | Italia (bandiera)    | A     | Marco Gabbriellini     |

## Risultati

### Serie B

#### Girone di andata
| Taranto 6 settembre 1992 1ª giornata | Taranto               | 0 – 0 | Pisa | Stadio Erasmo Iacovone\| Arbitro: \| Racalbuto (Gallarate) \| |
| Arbitro:                             | Racalbuto (Gallarate) |       |      |                                                               |

| Arbitro: | Rosica (Roma) |

|             |           |  |
| Taccola 48’ | Marcatori |  |

| Arbitro: | Cardona (Milano) |

|  |           |                   |
|  | Marcatori | 64’ (aut.) Monari |

| Arbitro: | Bettin (Padova) |

|             |           |  |
| Taccola 79’ | Marcatori |  |

| Arbitro: | Baldas (Trieste) |

|                 |           |  |
| Dezotti 7’, 83’ | Marcatori |  |

| Pisa 11 ottobre 1992 6ª giornata | Pisa                   | 0 – 0 | SPAL | Stadio Arena Garibaldi\| Arbitro: \| Conocchiari (Macerata) \| |
| Arbitro:                         | Conocchiari (Macerata) |       |      |                                                                |

| Pisa 18 ottobre 1992 7ª giornata | Pisa                 | 0 – 0 | Modena | Stadio Arena Garibaldi\| Arbitro: \| Pairetto (Nichelino) \| |
| Arbitro:                         | Pairetto (Nichelino) |       |        |                                                              |

| Arbitro: | Sguizzato (Verona) |

|                       |           |                         |
| Zanoncelli 44’ (rig.) | Marcatori | 23’ Rocco 57’ Scarafoni |

| Arbitro: | Cesari (Genova) |

|  |           |                |
|  | Marcatori | 80’ Turkyilmaz |

| Arbitro: | Pellegrino (Barcellona Pozzo di Gotto) |

|            |           |  |
| Modica 27’ | Marcatori |  |

| Arbitro: | Rodomonti (Teramo) |

|           |           |              |
| Vieri 42’ | Marcatori | 38’ Lamacchi |

| Monza 22 novembre 1992 12ª giornata | Monza                         | 0 – 0 | Pisa | Stadio Brianteo\| Arbitro: \| Quartuccio (Torre Annunziata) \| |
| Arbitro:                            | Quartuccio (Torre Annunziata) |       |      |                                                                |

| Arbitro: | Fabricatore (Roma) |

|                       |           |  |
| Marulla 53’ Negri 90’ | Marcatori |  |

| Arbitro: | Pezzella (Frattamaggiore) |

|           |           |  |
| Fasce 88’ | Marcatori |  |

| Arbitro: | Trentalange (Torino) |

|                               |           |                      |
| Baldieri 57’ Bosco 86’ (aut.) | Marcatori | 48’ (rig.) Scarafoni |

| Arbitro: | Arena (Ercolano) |

|                        |           |  |
| Polidori 57’ Rocco 87’ | Marcatori |  |

| Arbitro: | Felicani (Bologna) |

|               |           |  |
| Tovalieri 44’ | Marcatori |  |

| Arbitro: | Bazzoli (Merano) |

|  |           |                  |
|  | Marcatori | 49’ P. Sacchetti |

| Arbitro: | Mughetti (Cesena) |

|  |           |              |
|  | Marcatori | 74’ Polidori |

#### Girone di ritorno
| Arbitro: | Stafoggia (Pesaro) |

|             |           |                 |
| Rotella 71’ | Marcatori | 86’ Bertuccelli |

| Arbitro: | Beschin (Legnago) |

|                                     |           |               |
| De Vitis 2’, 80’ (rig.) Moretti 66’ | Marcatori | 45’ Scarafoni |

| Pisa 7 febbraio 1993 22ª giornata | Pisa                                   | 0 – 0 | Fidelis Andria | Stadio Arena Garibaldi\| Arbitro: \| Pellegrino (Barcellona Pozzo di Gotto) \| |
| Arbitro:                          | Pellegrino (Barcellona Pozzo di Gotto) |       |                |                                                                                |

| Arbitro: | Fucci (Salerno) |

|  |           |              |
|  | Marcatori | 60’ Polidori |

| Pisa 28 febbraio 1993 24ª giornata | Pisa                      | 0 – 0 | Cremonese | Stadio Arena Garibaldi\| Arbitro: \| Merlino (Torre del Greco) \| |
| Arbitro:                           | Merlino (Torre del Greco) |       |           |                                                                   |

| Arbitro: | Rosica (Roma) |

|  |           |               |
|  | Marcatori | 41’ Scarafoni |

| Modena 14 marzo 1993 26ª giornata | Modena           | 0 – 0 | Pisa | Stadio Alberto Braglia\| Arbitro: \| Arena (Ercolano) \| |
| Arbitro:                          | Arena (Ercolano) |       |      |                                                          |

| Arbitro: | Cardona (Milano) |

|  |           |              |
|  | Marcatori | 80’ Bierhoff |

| Arbitro: | Conocchiari (Macerata) |

|            |           |               |
| Troscè 77’ | Marcatori | 13’ Scarafoni |

| Arbitro: | Bolognino (Milano) |

|                 |           |  |
| Cristallini 49’ | Marcatori |  |

| Arbitro: | Rosica (Roma) |

|  |           |                    |
|  | Marcatori | 6’ Vieri 81’ Bosco |

| Pisa 25 aprile 1993 31ª giornata | Pisa                      | 0 – 0 | Monza | Stadio Arena Garibaldi\| Arbitro: \| Merlino (Torre del Greco) \| |
| Arbitro:                         | Merlino (Torre del Greco) |       |       |                                                                   |

| Arbitro: | Cesari (Genova) |

|  |           |                    |
|  | Marcatori | 58’ (rig.) Marulla |

| Arbitro: | Conocchiari (Macerata) |

|          |           |             |
| Paci 60’ | Marcatori | 44’ Rotella |

| Pisa 16 maggio 1993 34ª giornata | Pisa               | 0 – 0 | Lecce | Stadio Arena Garibaldi\| Arbitro: \| Stafoggia (Pesaro) \| |
| Arbitro:                         | Stafoggia (Pesaro) |       |       |                                                            |

| Arbitro: | Bolognino (Milano) |

|                            |           |  |
| Fiori 30’, 45’ Carillo 90’ | Marcatori |  |

| Arbitro: | Racalbuto (Gallarate) |

|               |           |  |
| Scarafoni 13’ | Marcatori |  |

| Arbitro: | Borriello (Mantova) |

|                    |           |               |
| Zannoni 90’ (rig.) | Marcatori | 35’ Scarafoni |

| Arbitro: | Franceschini (Bari) |

|                                             |           |                                   |
| Scarafoni 20’ Polidori 38’ (rig.) Fasce 51’ | Marcatori | 13’ Bonaldi 68’ (rig.) Campilongo |

## Classifica finale campionato
|  |    | Classifica 1992-93 | Pt | G  | V  | N  | P  | GF | GS | DR |
|  | -- | ------------------ | -- | -- | -- | -- | -- | -- | -- | -- |
|  | 8. | Pisa               | 40 | 38 | 13 | 14 | 11 | 25 | 26 | -1 |

## Coppa Italia
| Arbitro: | Rodomonti (Teramo) |

|  |           |                      |
|  | Marcatori | 86’ (rig.) Scarafoni |

| Arbitro: | Merlino (Torre del Greco) |

|               |           |  |
| Kolyvanov 12’ | Marcatori |  |

| Arbitro: | Amendolia (Messina) |

|                                |           |                                |
| Bosco 10’ Scarafoni 54’ (rig.) | Marcatori | 75’ Kolyvanov 90’ P. Bresciani |